# Réseau BreizhGo du Morbihan
Pour les articles homonymes, voir TIM.
Les lignes routières BreizhGo du Morbihan désignent les lignes de transport en commun par autocar du réseau BreizhGo organisé par le conseil régional de Bretagne desservant le département du Morbihan.
Jusqu'en septembre 2018 et le déploiement du réseau régional unique BreizhGo, le réseau du Morbihan se nommait Transports interurbains du Morbihan (TIM) et était organisé par le conseil départemental du Morbihan.

## Historique

### Premiers projets et dessertes

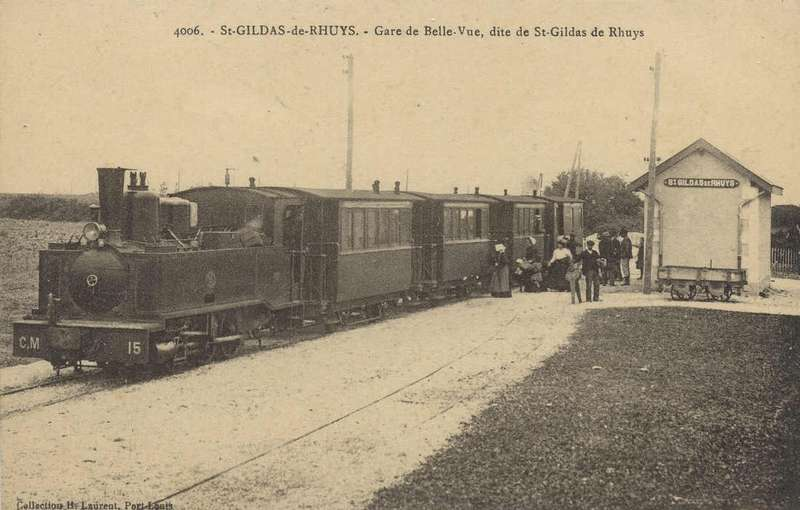
Une locomotive des Chemins de Fer du Morbihan.

De 1892 à 1948, le département a été principalement desservi par un réseau à voie métrique : les Chemins de fer du Morbihan. Ce réseau furent progressivement fermés après la Première Guerre mondiale avec l'arrivée de l'automobile et remplacés par des lignes d'autocars.
En 1939, le conseil général du Morbihan décide de confier à la compagnie CM (Compagnie des chemins de fer du Morbihan) l'exploitation d'un service routier créé pour remplacer progressivement le service ferroviaire. En 1968, la CM devient la CTM (Compagnie de Transports du Morbihan), filiale du groupe Verney, et exploite des lignes routières.

### Création des TIM

Ancien logo du réseau.

Le réseau TIM a été créé le 16 octobre 1992 par le regroupement de quinze entreprises de transport publics de passagers du Morbihan, à l'initiative du conseil général du département. L'objectif de cette association était d'assurer la pérennité de la qualité et le coût des transports avec un tarif unique sur l'ensemble du département. Surnommée « TIMCAR », elle repose sur la constitution d'un véritable réseau départemental, issu de la fédération de quinze entreprises. Cette dernière a pour vocation d'être l'interlocuteur du département pour tous les projets de développement et de promotion des transports publics, chaque entreprise restant indépendante pour tout ce qui touche à la signature de conventions d'exploitation. Cette union a aussi permis la formation des conducteurs pour améliorer l'accueil à bord des autocars du réseau. Le conseil général imposa seulement une signalétique pour les véhicules comprenant une pancarte de destination (une girouette ou une affiche a l'avant ainsi que latéral, sur le côté droit des autocars) mais également le logo du réseau TIM, représentant un lapin qui était destiné à l'information des usagers.

### Déploiement progressif du réseau
En mai 1997, pour les 5 ans du réseau, un nouveau service sera lancé : TIM'Express. Il permet, pour les lignes avoisinants certaines communes proche de Lorient et ayant une fréquentation accru aux heures de pointes, aux usagers de se rendre dans Lorient plus facilement. Grâce à des fréquences renforcées et calculées, de telle façon que les horaires permettent de rester une seule heure ou toute la journée dans la ville. Toutes les lignes convergent vers la gare d'échanges de Lorient, pour faciliter les correspondances avec le réseau urbain et la SNCF. Ce fut un investissements payant car la fréquentation augmenta de 20 % malgré la perte de clients sur des communes ayant rejoint le District de Lorient et désormais desservi par la CTRL. Le nombre de voyages passant de 396 799 en 1992, à 466 733 en 1996.

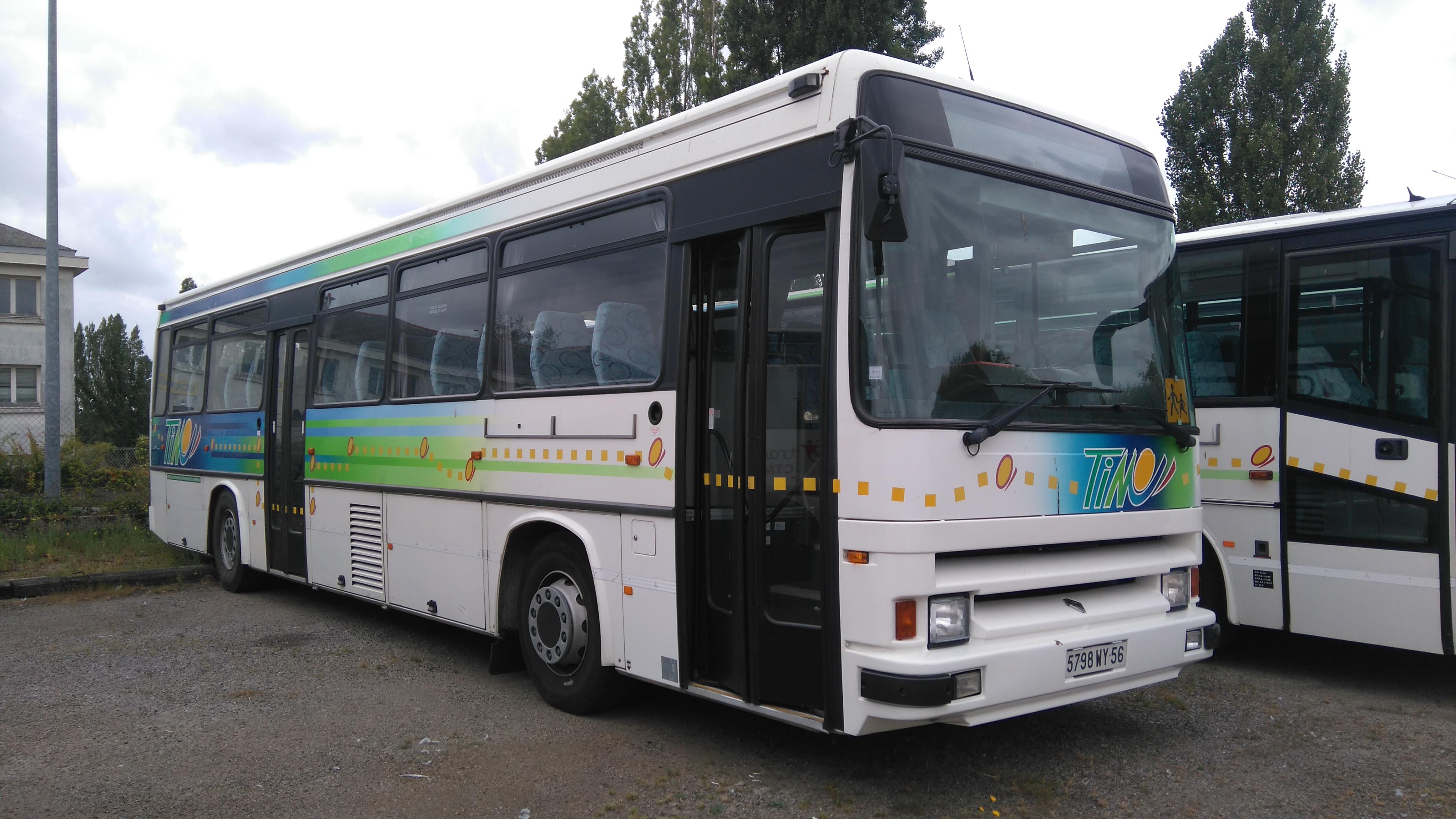
Un Renault Tracer aux couleurs de la livrée TIM.

Couvrant les années 1997 à 1999, le conseil général du Morbihan a souhaité poursuivre cette stratégie et s'est engagé, avec l'association TIMCAR, de l'homogénéisation du parc de véhicules sous la livrée TIM, l'achèvement de la pose de poteaux à tous les arrêts et l'aménagement des arrêts principaux, la création d'un service clients TIM unique et le développement de nouveaux services autour des villes. La création de TIM'Express en étant la première traduction concrète. Outre ces actions, dont elle prit en charge une partie du financement notamment en matière de communication et de promotion ; l'association s'est engagée dans une politique de qualité de services touchant aussi bien le matériel que le personnel. Elle travaille ainsi à l'élaboration d'un cahier des charges définissant le véhicule TIM (présentation intérieure et extérieure, positionnement de la signalétique et de l'information) ; la création d'une charte applicable à l'ensemble du personnel (connaissance du réseau, tenue du personnel de conduite, relations avec la clientèle) ; la mise en place de formations spécifiques pour chaque catégorie de personnel. Elle planche également sur la constitution d'un tableau de bord Qualité, assorti de fiches de contrôles et complété par un registre des réclamations et incidents. Au total, l'ambition du conseil général et de TIMCAR est de pouvoir afficher une nouvelle progression de 20 % de la fréquentation.
En 2000, une somme de 850 000 Franc a été consacré pour la promotion du réseau, l'information, les poteaux d'arrêt et l'aménagement des arrêts dans les communes.

### Réseau régional

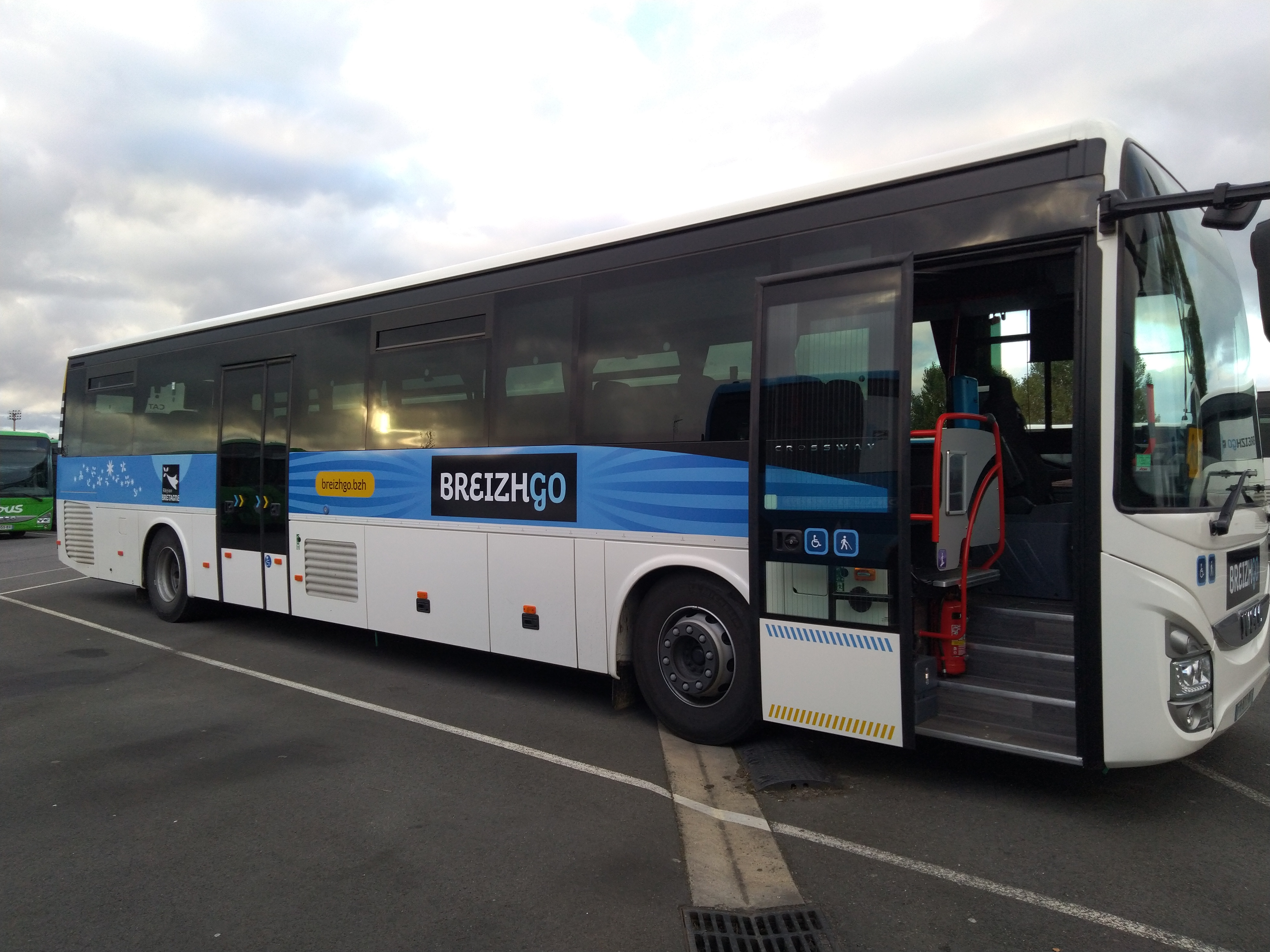
Autocar Iveco Crossway BreizhGo.

En 2017, à la suite du vote de la loi NOTRe du 7 août 2015, la compétence des transports de voyageurs (ou collectifs) et de transports scolaires a été transféré du conseil départemental (du Morbihan) au conseil régional (de Bretagne) à partir du 1er septembre 2017. La Région Bretagne devient donc l'autorité organisatrice des transports scolaires et interurbains du Morbihan. En septembre 2018, le réseau TIM est fusionné au sein du réseau régional unique BreizhGo.
La quasi-totalité des véhicules ressent du réseau TIM ont été repeins aux couleurs du nouveau réseau BreizhGo.
En septembre 2025, la numérotation régionale unifiée s'appliquera au réseau : un numéro à trois chiffres commençant par 6 (évoquant le numéro de département, le 56) avec si possible le maintient d'une correspondance entre ancienne et nouvelle numérotation.

## Le réseau

### Présentation

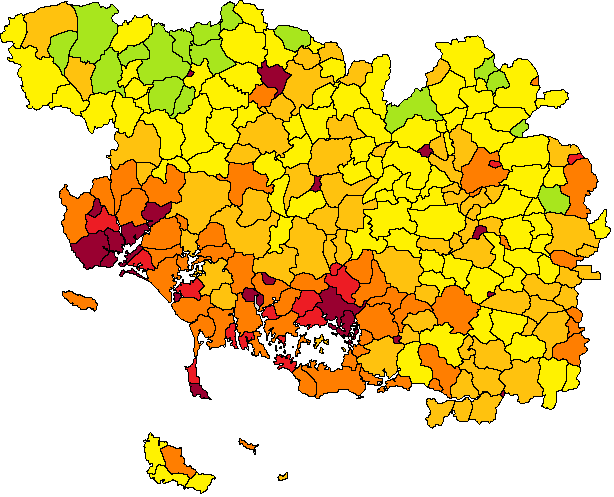
Département du Morbihan en fonction de la densité de population.

Le réseau BreizhGo dessert la plupart des villes du département.

### Les lignes
Chaque ligne est affectée à un ou plusieurs transporteurs qui gère les dessertes voyageurs et scolaires sur le secteur qui lui est attribué.

### Les gares routières
Les gares routières sont situés dans le centre-ville des principales communes du département. Elles permettent la correspondance entre plusieurs lignes du réseau BreizhGo, mais également l'intermodalité avec les réseaux urbains de la ville concernée ainsi les réseaux ferroviaires.
- Vannes
- Lorient
- Auray
- Pontivy

## Les projets

### Gare routière de Vannes
Le conseil départemental du Morbihan a pour projet de déplacer l'actuelle gare routière sur l'emplacement actuel du parking Sud de la gare SNCF.

### Gare routière de Pontivy
Il est prévu la création d’un Pôle d’échanges multimodal sur le site de l’ancienne gare ferroviaire de Pontivy dans le centre-ville.

### Matériel roulant

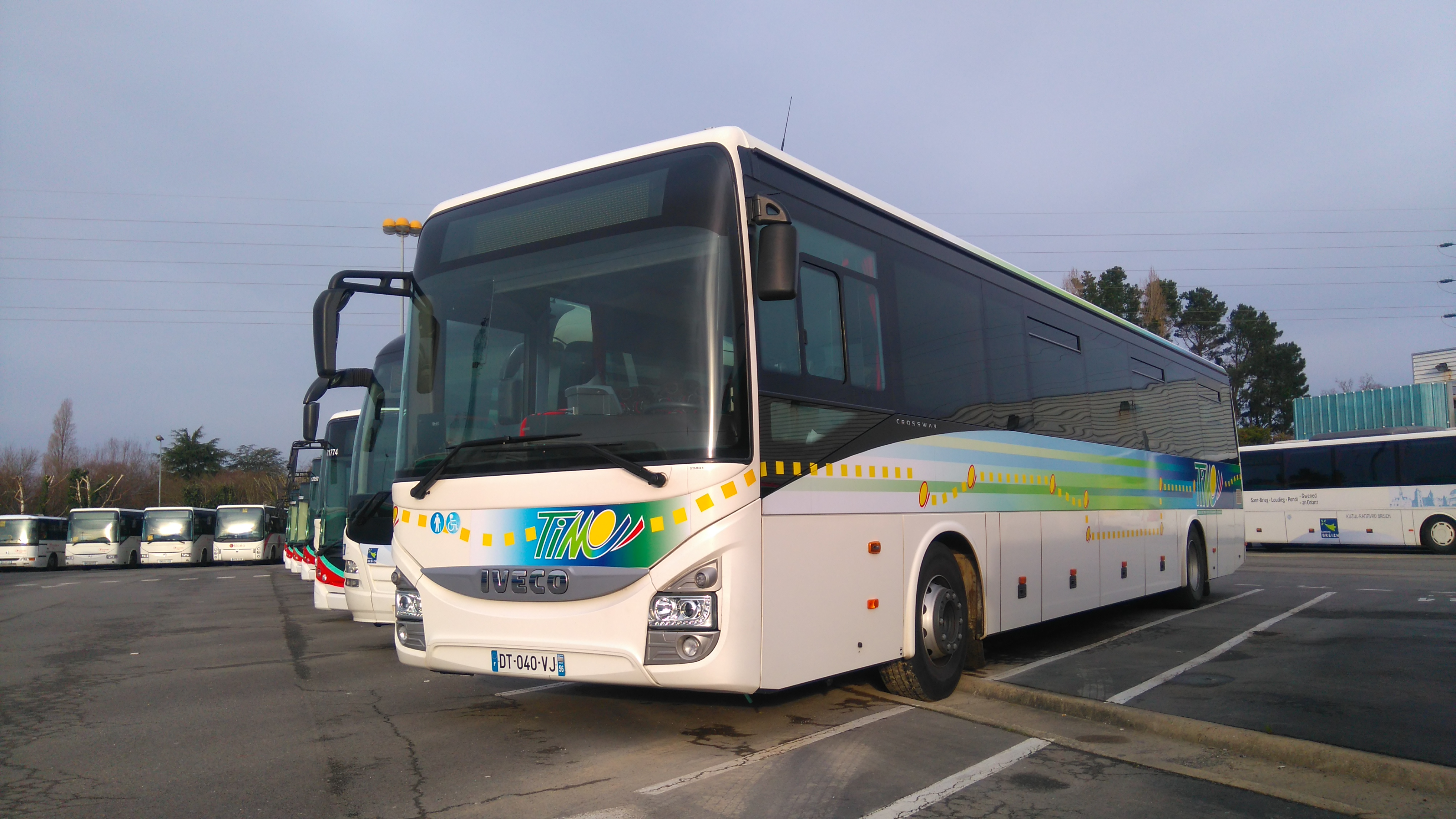
Un Iveco Crossway.

## Exploitation

### Personnel d'exploitation
Fin 2017, le réseau TIM a commencé à former certains chauffeurs à l’accueil des personnes à mobilité réduite.

### Information aux voyageurs
Jusqu'à mi-septembre 2017, les informations sur les lignes TIM avec les Fiches horaires TIM (les itinéraires et les fiches horaires des lignes de cars TIM) étaient à disposition sur le site du conseil général du Morbihan avec les informations sur la tarification. Or depuis cette date, toutes les informations utiles pour les voyageurs sont fournies par le site transports du conseil régional de Bretagne.
Le site du conseil général du Morbihan fournissait aussi une carte du Morbihan avec l'ensemble des lignes qui se retrouve désormais sur le site du conseil régional.
À l'heure actuelle, hors de certaines grandes gares routières ou SNCF, il n'y a pas de panneaux d'affichage électronique d'information aux voyageurs aux arrêts ou dans les cars. Donc en 2017, le conseil départemental du Morbihan a lancé un appel d'offres pour choisir un système d'aide à l'exploitation et d'information voyageurs (Saeiv) pour le réseau de transport interurbain du département du Morbihan (réseau Tim) et a retenu la solution de la société Navocap.

### Tarification et financement
La tarification BreizhGo est harmonisée à partir de septembre 2020 avec notamment un ticket unitaire à 2,50 € et un titre à 2,00 € pour les -26 ans,.

## Impact socio-économique

### Trafic
En 1992, le nombre de voyages sur le réseau était de 396 799, puis 466 733 en 1996, et 459 523 voyages en 1997 à la suite de l'extension du PTU de Lorient à cinq communes.En sachant qu'il y avait 40 lignes en 1994.
Pour l'année 2010, avec moins de 20 lignes, les Tim (transports interurbains du Morbihan) ont transporté plus de 460.000 voyageurs et 473 000 voyageurs non-scolaires environ sur 2011, soit 1.500 voyageurs non-scolaires par jour en moyenne. À elle seule, l'ancienne ligne TIM 7 (Vannes-Sarzeau), faisait 66 000 voyageurs non-scolaires sur les 473 000 du réseau TIM en 2011. Or en juillet 2017, elle a été reprise et transférée dans le réseau Kicéo.

Pour l'année 2014, le nombre de voyageurs non-scolaires a atteint 540 000.

### Type de clients
Les voyageurs non-scolaires sont principalement des jeunes pour leurs sorties de loisirs, des touristes pour rejoindre leur lieu de vacances à partir d'une gare et des personnes âgées qui ne conduisent pas. Il y a aussi des clients du réseau TIM qui prennent le car pour se rendre à leur travail, même s'ils ont une voiture (afin d'éviter d'avoir des difficultés à se garer).